# 1373 Cincinnati
Az 1373 Cincinnati (ideiglenes jelöléssel 1935 QN) egy kisbolygó a Naprendszerben. Edwin Hubble fedezte fel 1935. augusztus 30-án.